# Filago pyramidata
Filago pyramidata — вид квіткових рослин родини айстрові (Asteraceae).

## Опис
Стебла до 44 см, прямостійні, висхідні або притиснуті, прості або сильно розгалужені. Листки 3–25 х 1–5,5 мм, довгасті або лопатчасті. Цвітіння і плодоношення з квітня по липень (серпень).

## Поширення
Батьківщина: Північна Африка: Алжир, Лівія, Марокко, Туніс. Західна Азія: Кіпр, Ізраїль, Йорданія, Ліван, Сирія, Туреччина. Кавказ: Азербайджан, Вірменія, Грузія. Європа: Албанія, Бельгія, Люксембург, Боснія і Герцеговина, Велика Британія, Болгарія, Чорногорія, Хорватія, Франція, Німеччина, Греція, Швейцарія, Іспанія, Андорра, Гібралтар, Італія, Португалія, Мальта, Македонія, Сербія [вкл. Косово і Воєводина], Словенія. У Північній Америці рослина зібрана в пн.-зх. Каліфорнії й острова Сатурна, Британська Колумбія. Розрахункове поширення включає Крим (Україна). Росте на піщаних або скелястих ґрунтах або на крутих берегах.

## Галерея

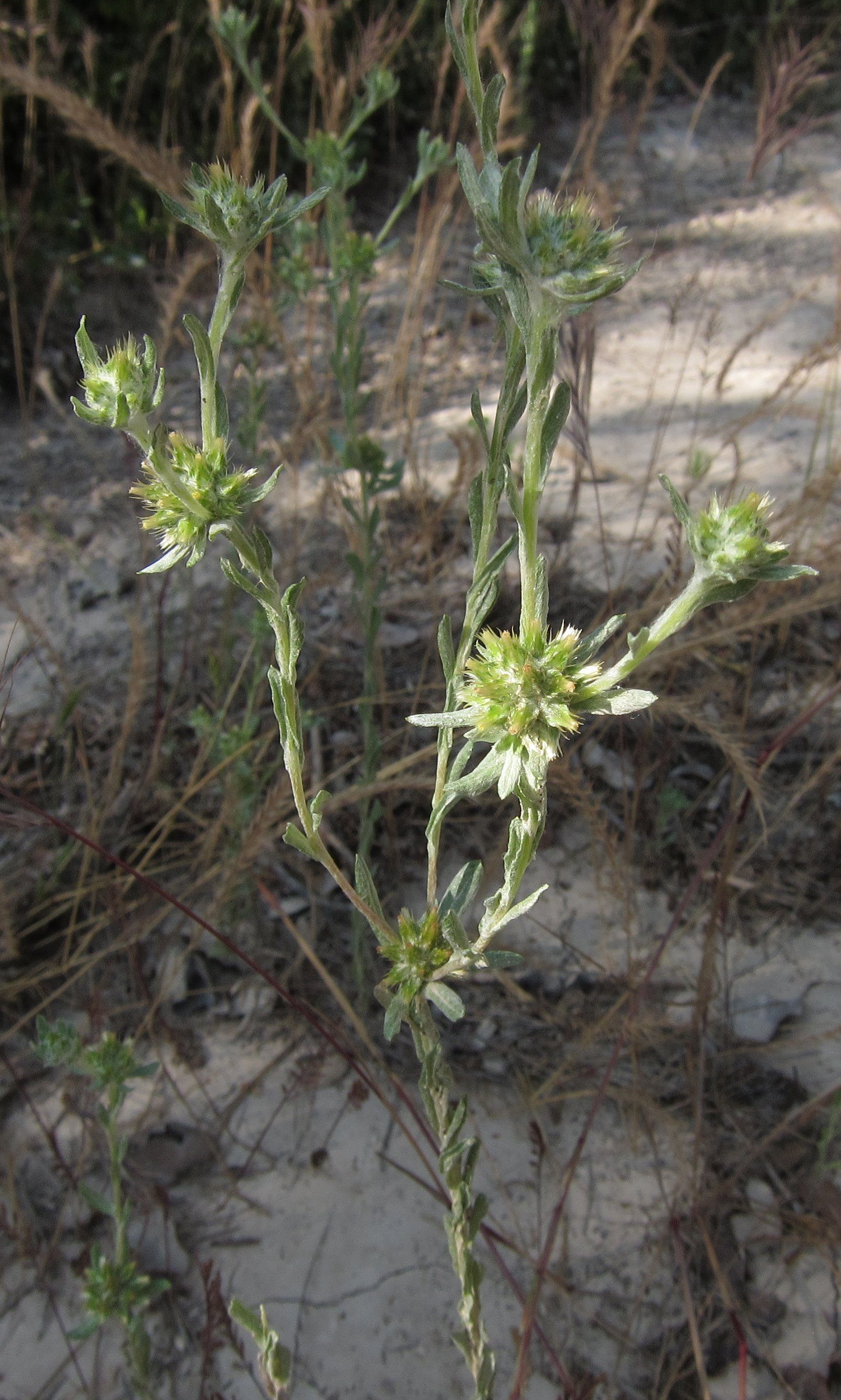
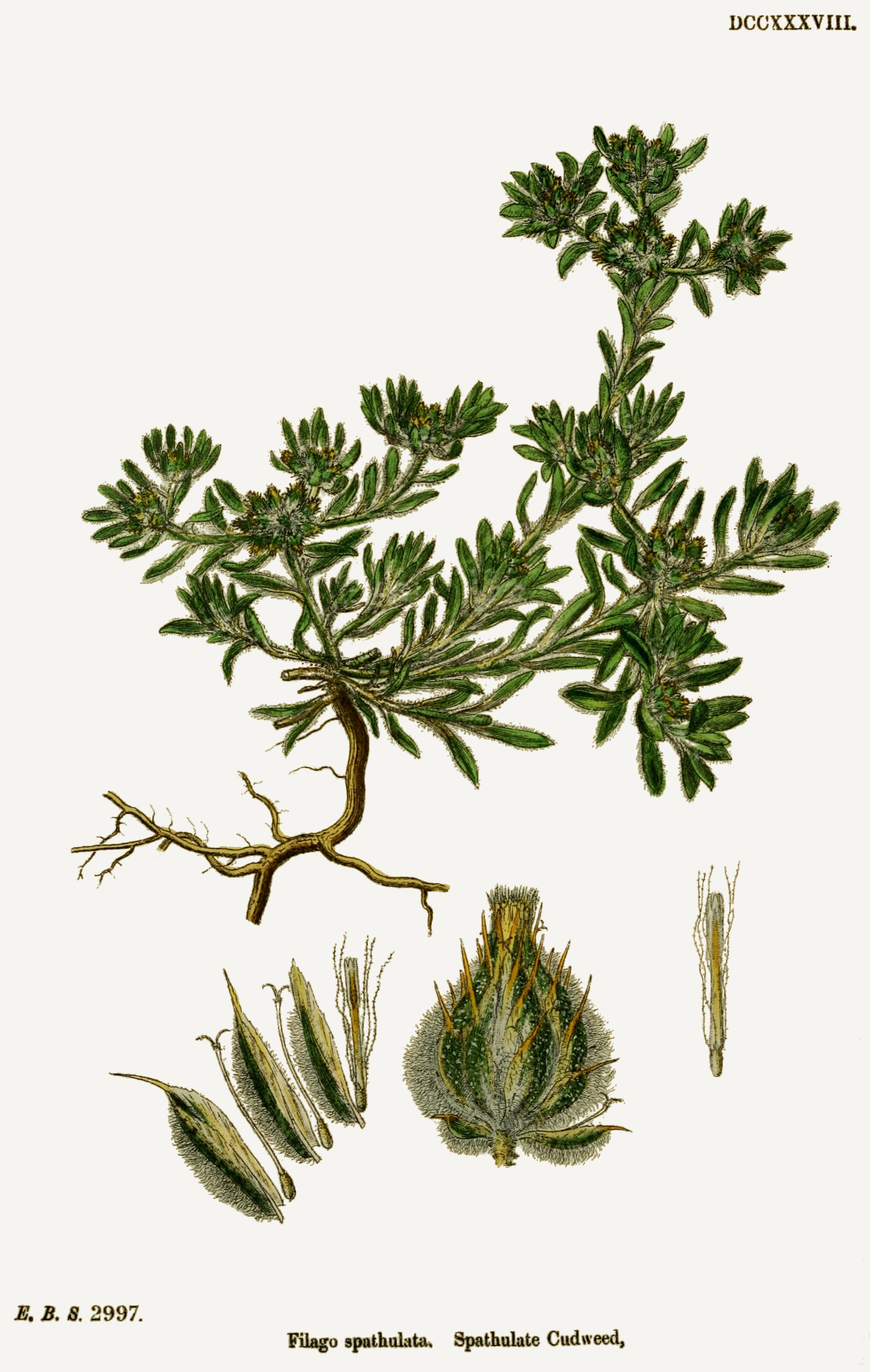